# Comté de Maui
Le comté de Maui est un comté situé dans l'État d'Hawaï, aux États-Unis. Il est situé sur les îles de Maui, Kahoolawe, Lanai et la grande partie de Molokai. Son siège est à Wailuku. Selon le recensement de 2010, sa population est de 154 834 habitants.
La superficie du comté est de 6 213 km², dont 3 002 km² de terres émergées.

## Géographie

### Comtés voisins
| Nord-Ouest : Comté d'Honolulu | Nord : Comté de Kalawao | Nord-Est : Océan Pacifique |
| Ouest : Océan Pacifique       | Comté de Maui           | Est : Océan Pacifique      |
| Sud-Ouest : Océan Pacifique   | Sud : Océan Pacifique   | Sud-Est : Comté d'Hawaï    |

### Localités
- Kahului
- Kihei
- Paia

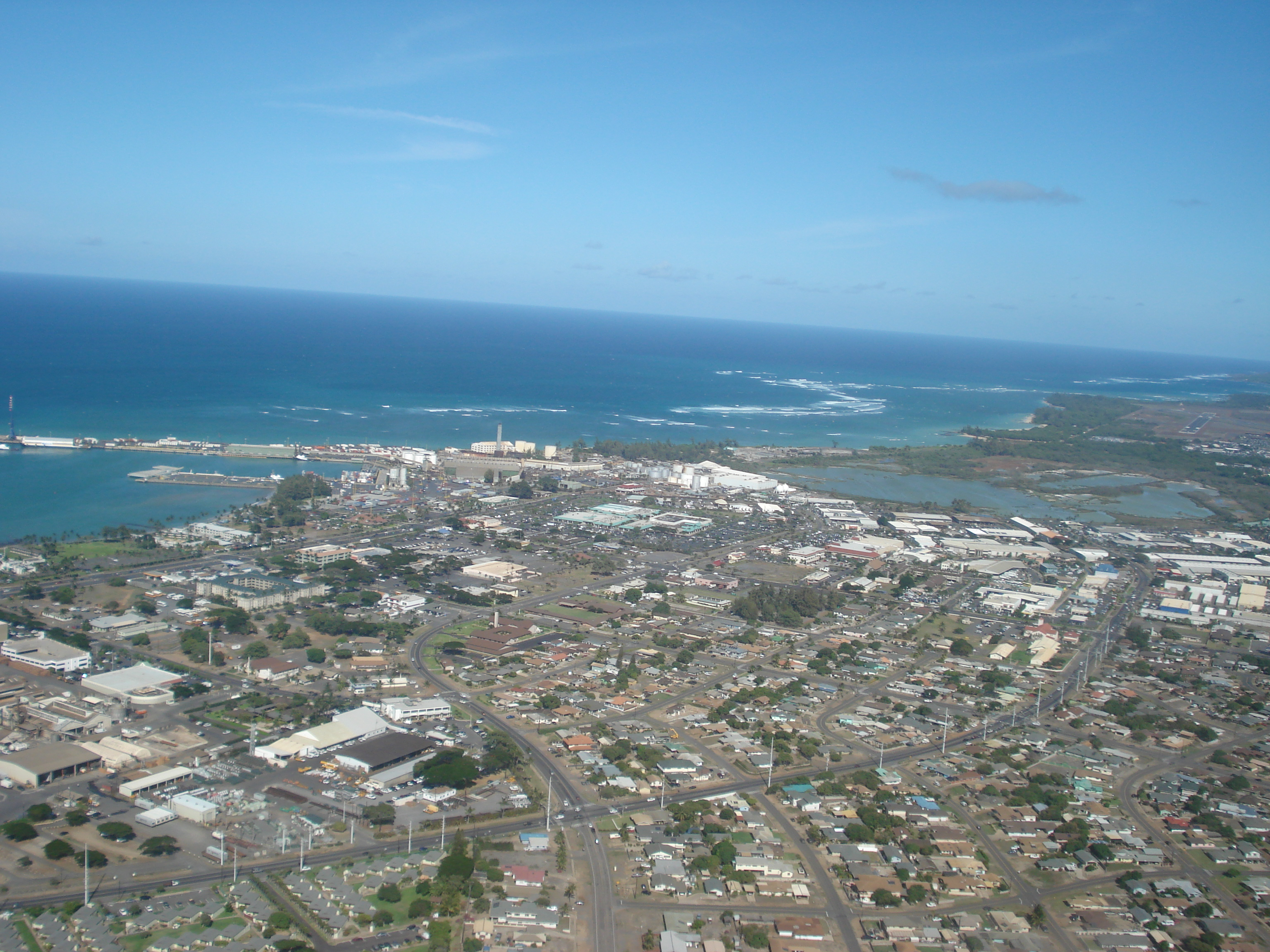
Vue aérienne de Kahului.
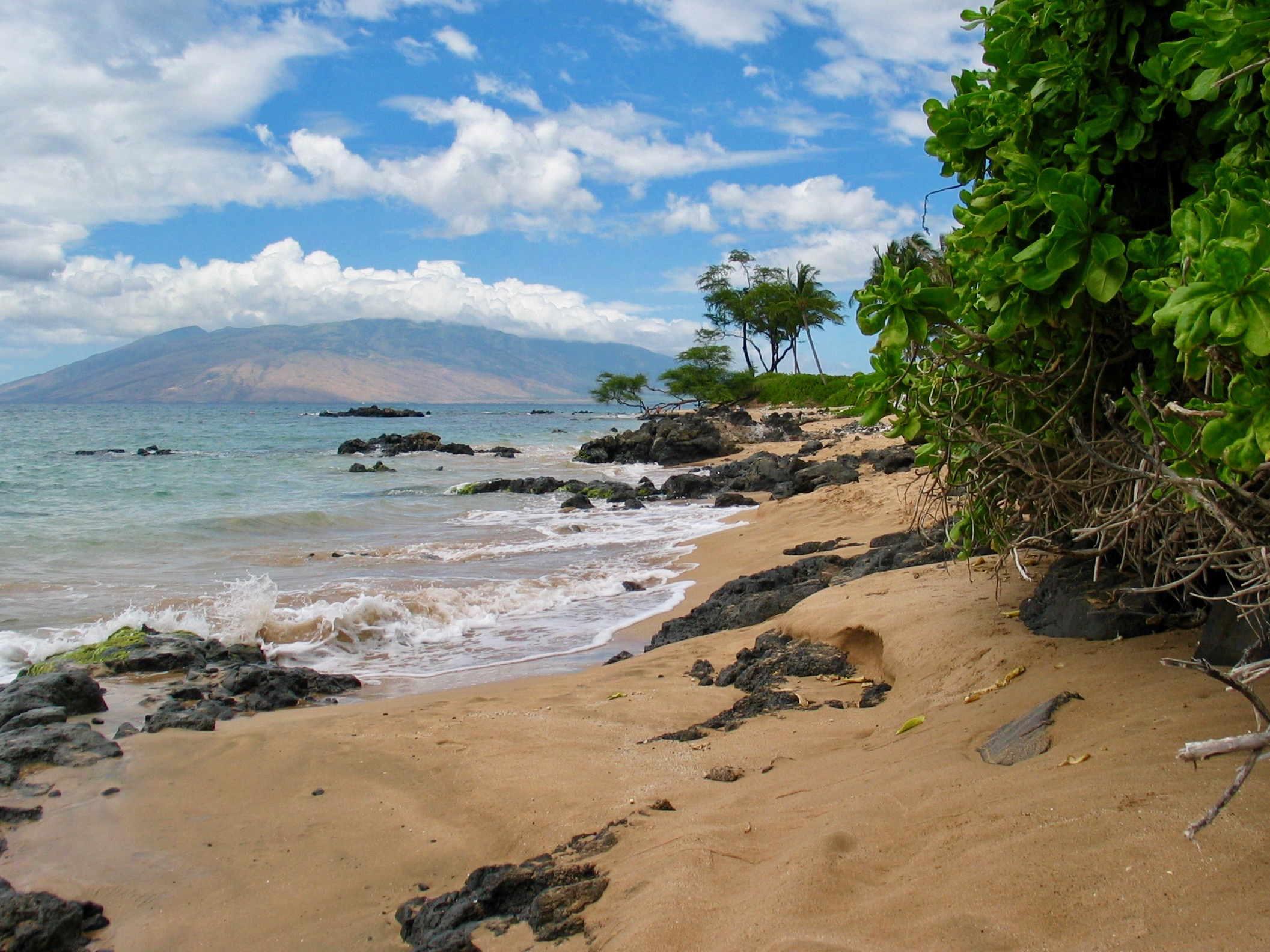
Plage de Kihei.
Les chutes Olo'upena, une des plus longues cascades du monde.
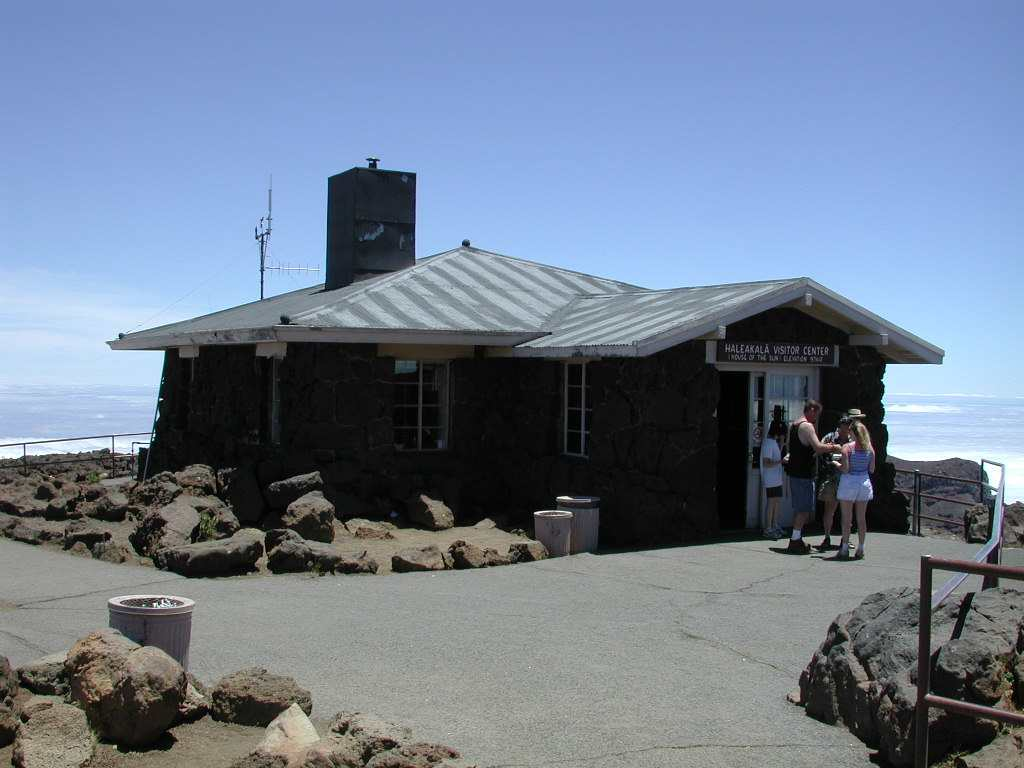
Accueil du district historique de Crater.

## Démographie
| Groupe                           | Comté de Maui | Hawaï | États-Unis |
| -------------------------------- | ------------- | ----- | ---------- |
| Blancs                           | 34,5          | 24,7  | 72,4       |
| Asiatiques                       | 28,8          | 38,6  | 4,8        |
| Métis                            | 23,5          | 23,6  | 2,9        |
| Océaniens                        | 10,4          | 10,0  | 0,2        |
| Autres                           | 2,0           | 1,3   | 6,2        |
| Afro-Américains                  | 0,6           | 1,6   | 12,6       |
| Amérindiens                      | 0,4           | 0,3   | 0,9        |
| Total                            | 100           | 100   | 100        |
|                                  |               |       |            |
| Hispaniques et Latino-Américains | 10,2          | 8,9   | 16,7       |

Selon l'American Community Survey pour la période 2006-2010, 80,22 % de la population âgée de plus de 5 ans déclare parler l'anglais à la maison, 9,06 % une langue polynésienne, 4,0 % le tagalog, 2,15 % l'espagnol, 1,41 % le japonais, 0,55 % une langue chinoise  et 2,61 % une autre langue.
| 1900   | 1910   | 1920   | 1930   | 1940   | 1950   |
| ------ | ------ | ------ | ------ | ------ | ------ |
| 26 743 | 29 762 | 37 385 | 55 541 | 55 534 | 48 179 |

| 1960   | 1970   | 1980   | 1990    | 2000    | 2010    |
| ------ | ------ | ------ | ------- | ------- | ------- |
| 42 576 | 45 984 | 70 847 | 100 374 | 128 094 | 154 834 |

## Jumelages
Le comté de Maui est jumelé avec :
- Hachijō-jima (Japon) depuis le 7 février 1964
- Miyako-jima (Japon) depuis le 2 avril 1965
- Zambales (Philippines) depuis le 21 juin 1968
- Madrid (Espagne) depuis le 18 juillet 1969
- Quezon City (Philippines) depuis le 20 février 1970
- Bacarra (Philippines) depuis le 20 novembre 1970
- Île São Miguel (Portugal) depuis le 7 juillet 1980
- Pingtung (Taïwan) depuis le 5 mars 1982
- Funchal (Portugal) depuis le 21 juin 1985
- Samoa américaines (Samoa américaines) depuis le 7 mars 1986
- Dornoch (Écosse) depuis le 20 avril 1990
- San Juan (Philippines) depuis le 6 décembre 1991
- Arequipa (Pérou) depuis le 16 septembre 1994
- Manille (Philippines) depuis le 17 septembre 1994
- Île de Pâques (Chili) depuis le 5 mai 1998
- Sanya (Chine) depuis le 16 octobre 1998
- Puerto Princesa (Philippines) depuis le 5 mars 1999
- Albi (France) depuis le 2 mars 2001
- Saipan (Îles Mariannes du Nord) depuis le 3 juin 2005
- Cabugao (Philippines) depuis le 3 juin 2005
- Sarrat (Philippines) depuis le 3 juin 2005
- San Nicholas (Philippines) depuis le 31 octobre 2006
- Fukuyama (Japon) depuis le 11 février 2008